# 토도르 스베토슬라프
토도르 스베토슬라프(불가리아어: Тодор Светослав) 혹은 테오도르 스베토슬라프(불가리아어: Теодор Светослав)는 1300년에서 1322년까지 불가리아의 차르였다. 그의 출생년은 알려져 있지 않다. 그는 현명하고 유능한 군주였으며 지난 20년 간의 몽골의 간섭 이후 제 2차 불가리아 제국의 안정과 번영을 가져왔다. 토도르 스베토슬라프의 치세 초반에 킵차크 칸국으로부터 남부 베사라비아를 돌려 받았으며 몇년 후 비잔티움 제국을 격파하여 불가리아의 쇠퇴기 동안 빼앗겼던 북부 트라키아의 대부분을 되찾았다.
그의 대외적, 경제적 성과와 별개로 토도르 스베토슬라프는 그의 삼촌을 포함한 귀족들의 할거를 막았다. 그는 몽골 간섭에 책임이 있는 배신자들을 탄압하였으며 심지어 총대주교 요아킴 3세는 처형당하였다.

## 어린 시절
토도르 스베토슬라프는 게오르기 테르테르 1세의 아들이었다. 게오르기 테르테르는 이반 아센 3세로부터 제위를 승계한 후 이반 아센 3세의 누이와 결혼하기 위해 그의 어머니와 이혼하였다. 마리아와 스베토슬라프는 비잔티움 제국에 인질로 보내졌고, 니카이아에 정착하였다.
1280년 게오르기 테르테르의 계승에는 별 문제가 없었으나 1281년 스베토슬라프는 외교적 동맹의 일환으로 테살리아의 세바스토크라토르 요한네스 두카스의 딸과 약혼하였다. 그녀는 터르노보로 보내졌지만, 그의 신랑을 만날 수 없었다. 1284년 게오르기 테르테르는 안드로니코스 2세와 새로운 조약을 맺고, 그의 전처를 데리고 왔으나 스베토슬라프는 인질로 남았다. 그 조약에서는 테살리아와의 동맹 관계를 단절할 것을 요청받았고, 스베토슬라프의 신부는 다시 비잔티움 제국으로 돌려 보내졌다. 1285년 불가리아의 총대주교 요아킴 3세는 콘스탄티노폴리스로 가서 스베토슬라프의 석방을 교섭하였다.
불가리아에 돌아온 스베토슬라프는 그의 아버지의 공동 황제가 되었고, 화폐의 양면에 그들의 얼굴이 각각 새겨졌다. 그럼에도 불구하고 킵차크 칸국의 침입 이후 게오르기 테르테르는 1289년경 스베토슬라프를 다시 노가이 칸에게 인질로 보냈다. 이와 함께 스베토슬라프의 누이는 노가이의 아들 차카와 결혼했다. 인질로 있는 동안 스베토슬라프는 가난하게 보냈고, 이를 타개하기 위해 미카일 8세의 사생아이자 노가이의 아내인 유프로시네 팔라이올로기나의 대녀 유프로시네와 결혼했다.
1298년에서 1299년 경 킵차크 칸국에서 정변이 일어나 토흐타에 의해 노가이가 살해당하자 스베토슬라프는 차카와 함께 불가리아로 도망쳤다. 1299년 당시 불가리아의 어린 황제 이반 2세와 그의 모친은 터르노보에서 도망쳤고, 스베토슬라프는 불가리아 귀족들로 하여금 차카를 차르로 인정하게 하였다. 하지만 토흐타가 불가리아를 공격하자, 1300년 스베토슬라프는 차카를 폐위시킨 후 살해하였다. 스베토슬라프는 불가리아의 차르가 된 후 차카의 목을 토흐타에게 보냈고, 토흐타는 물러갔다.

## 불가리아의 황제

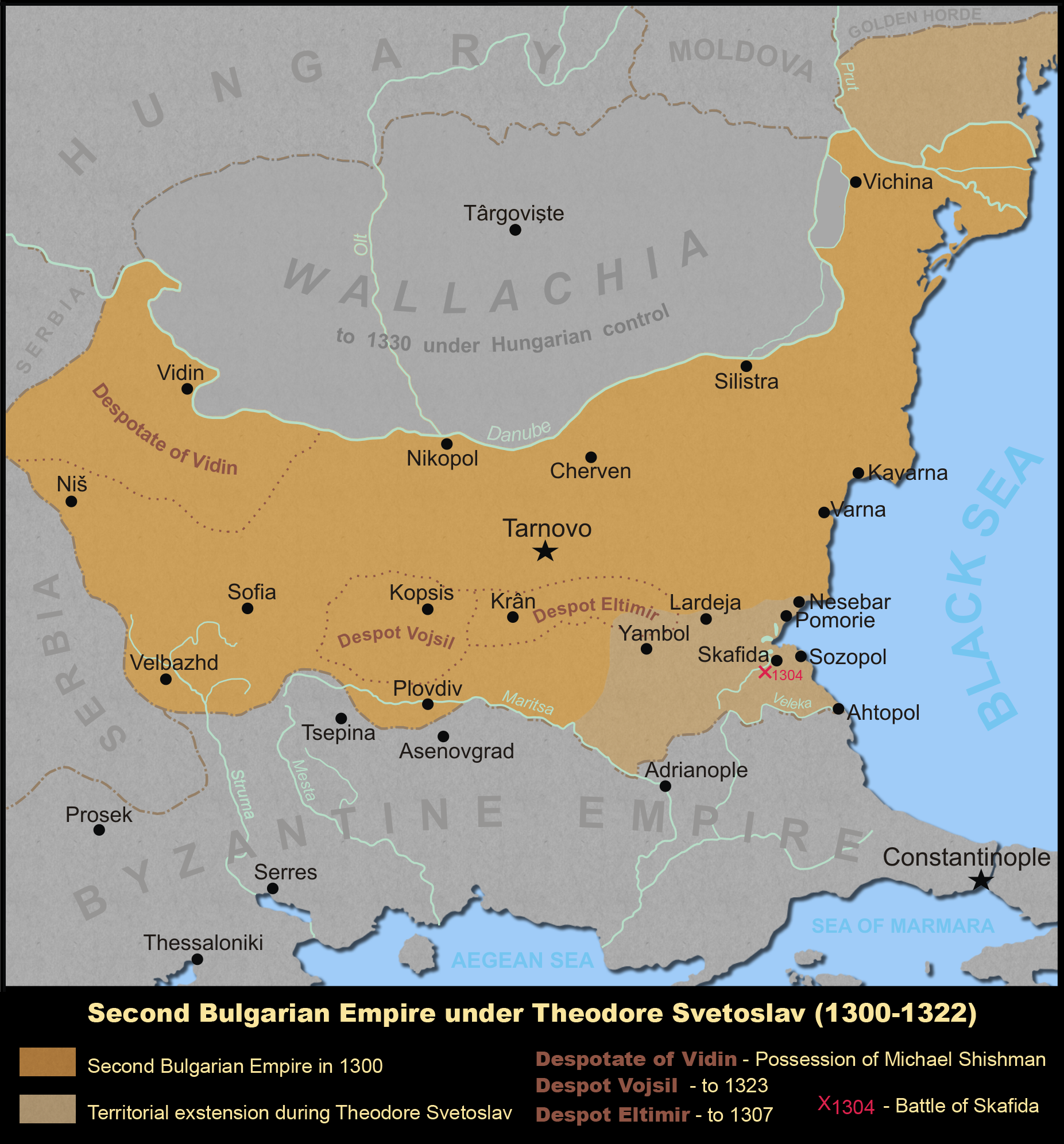
토도르 스베토슬라프 시대의 제 2차 불가리아 제국.

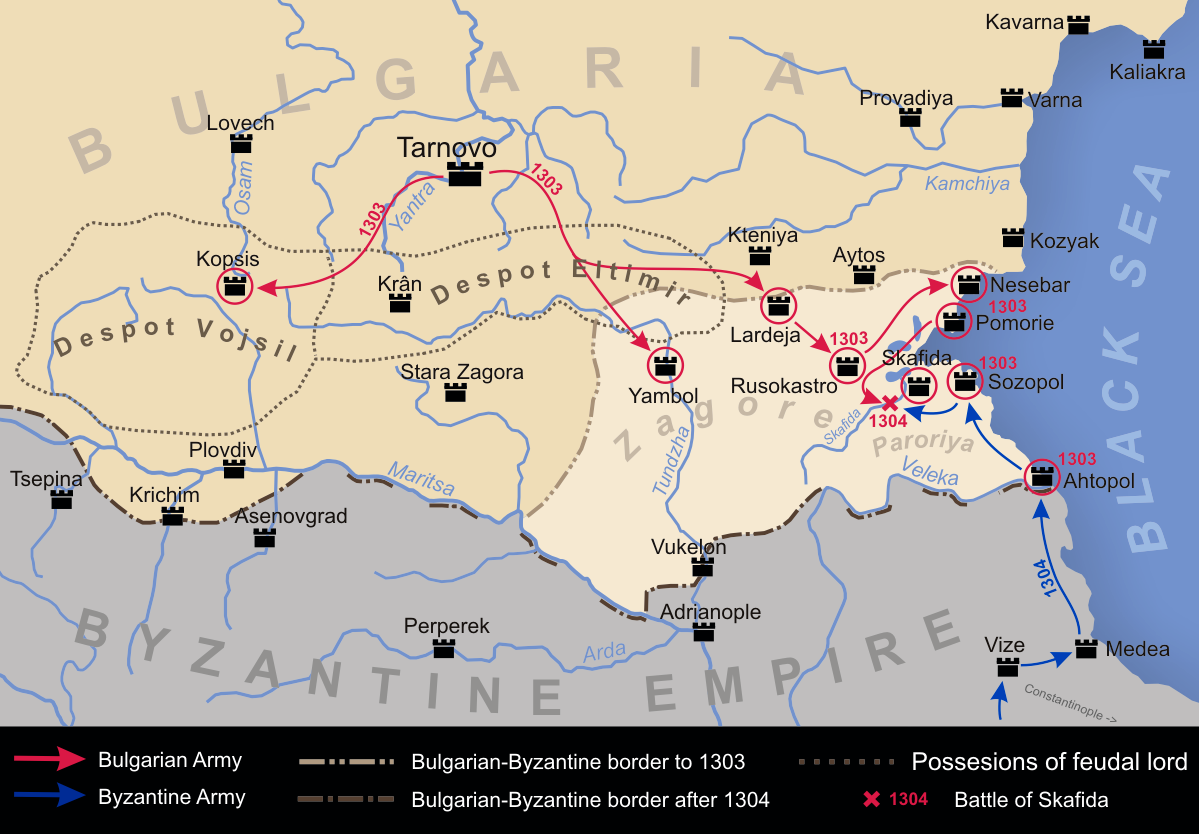
토도르 스베토슬라프의 군사 원정 (1303-1304)

토도르 스베토슬라프의 치세는 몽골의 간섭을 끝내고, 지방에 대한 중앙의 통제력을 강화하고, 이바일로의 난 이후 비잔티움 제국에게 빼앗긴 북부 트라키아를 되찾는 등 국가의 내부 안정 및 회복과 연관되어 있다.  토도르 스베토슬라프는 그에게 반대하는 인물들에게 무자비한 정책을 펼쳐 이전에 그의 은인이었던 총대주교 요아킴 3세를 배신죄를 씌어 처형하기까지 하였다. 새 황제의 잔인함에 맞서 몇몇 귀족 파벌들은 안드로니코스 2세의 지원을 받아 그를 다른 제위 요구자들로 교체하고자 하였다. 새로운 제위 요구자로 이전의 차르였던 스밀레츠의 동생들인 스레드나고라산맥의 라도슬라프와 보이실이 떠올랐지만, 그들은 1301년 스베토슬라프의 삼촌인 크런의 알디미르에게 패배하여 붙잡혔다. 다른 인물로는 전 황제 미하일 아센 2세가 있었으나 그는 불가리아로 진군하는데 실패하였다. 토도르 스베토슬라프는 라도슬라프를 격파하고 사로잡은 13명의 비잔티움 고위 관료들을 비잔티움 제국에 망명하여 호화로운 생활을 누리던 그의 아버지 게오르기 테르테르와 교환하였다.
그의 승리의 결과로 스베토슬라프는 1303년 공세에 나서 1304년 메셈브리아, 안키알로, 소조폴, 아흐토폴 등 북부 트라키아의 요새를 점령하였다. 비잔티움은 반격에 나섰으나 부르가스 근교의 스카피다 강에서 패배하였다. 그럼에도 불구하고 전쟁은 계속되어 비잔티움 제국의 미카일 9세와 스베토슬라프는 번갈아 가며 서로의 영토를 약탈하였다. 1305년 스베토슬라프의 삼촌 알디미르가 비잔티움 제국과 협상을 벌이자, 스베토슬라프는 알디미르의 영지를 점령하였다. 1306년 스베토슬라프는 불가리아에 주둔하던  비잔티움 제국의 알라니족 용병의 반란을 지원하였고, 이는 비잔티움 제국에 대한 카탈루냐 용병대의 반란의 서곡이 되었다. 1307년 평화 조약과 함께 전쟁은 끝났고, 스베토슬라프와 미카일 9세의 딸 테오도라의 결혼으로 관계를 강화하였다.
그의 치세 말기에 스베토슬라프는 주변국과의 평화를 유지하였다. 비딘과 같은 지방에 대한 중앙 통제도 평화적으로 이루어졌고, 헝가리와의 전쟁 끝에 바나트의 회복도 드문드문 기록되어 있다. 1318년 세르비아의 왕 스테판 우로시 2세 밀루틴이 이전의 안드로니코스 2세와의 동맹과 스베토슬라프의 누이 안나와의 이혼에도 불구하고 터르노보를 방문하였다. 유일한 새로운 적대적 움직임은 1320년과 1321년 몽골의 비잔티움 제국령 트라키아에 대한 침공인데, 이는 불가리아와 협력하여 실시된 것이며 비잔티움 제국의 안드로니코스 2세와 안드로니코스 3세의 내전과 관련되어 있었다. 실제로 스베토슬라프는 안드로니코스 3세를 지원하였다.
1322년 초 그의 성공적인 치세를 뒤로 하고 스베토슬라프는 사망하였고, 그의 아들 게오르기 테르테르 2세가 왕위를 계승하였다.

## 가족 관계
그의 첫번째 아내인 유프로시네와의 사이에서 스베토슬라프는 아들 게오르기 테르테르 2세를 얻었고, 그는 1322년에서 1323년까지 불가리아를 통치하였다. 두번째 아내 테오도라 팔라이올로기나와의 사이에서의 자식은 알려지지 않았다.

## 참고 문헌
- John V.A. Fine, Jr., The Late Medieval Balkans, A Critical Survey from the Late Twelfth Century to the Ottoman Conquest, Ann Arbor (1987)

| 전임 차카 | 제2차 불가리아 제국의 차르 1300년 ~ 1322년 | 후임 게오르기 테르테르 2세 |